# 新加坡航空368号班机事故
新加坡航空368号班机（SQ368）是一架由新加坡樟宜机场飞往米兰-马尔彭萨机场的定期航班，2016年6月27日在前往米兰途中因引擎机油告灯亮起而折返樟宜机场，降落之后一个引擎随即着火。

## 飛機
這一事件涉及的飛機是波音777-312ER，事發時，飛機機齡九年。於2006年11月交付給新加坡航空公司，註冊編號為9V-SWB，生產序列號為33377，使用两台通用电气GE90-115B引擎。

## 事发经过
2016年6月27日，飛行了兩個小時後，發動機燃油洩漏。飛機折返樟宜機場並安全降落。降落後右側發動機起火，導致右翼燒毀。機場消防部門撲滅了火。事件中沒有任何人員傷亡或受傷，但飛機機翼受到嚴重燒毀。

## 調查
本起事故由新加坡航空事故调查局（AAIB）负责调查的事故的发生。根据他们的调查结论，本次事故中，客机右引擎的机油系统因为引擎主燃油换热器（MFOHE）的一个裂缝导致燃油进入油路系统并将其污染。发动机的制造商通用电气已经确定某些MFOHE出现裂纹，并将指导将其从发动机拆下进行检查，在必要时进行更换维修。